# Giulio Alessandrini (1866-1954)
Pour les articles homonymes, voir Giulio Alessandrini et Alessandrini.
Giulio Alessandrini (né le 2 mai 1866 à Montalto di Castro près de Viterbe et mort le 13 avril 1954 à Rome) est un médecin italien.

## Biographie
Professeur de l'université de Rome, Giulio Alessandrini est un spécialiste du paludisme et de parasitologie.